# Rubin Goldmark
Rubin Goldmark (New York, 1872. augusztus 15. – New York, 1936. március 6.) amerikai zeneszerző, zongoraművész és pedagógus. Bár a maga idejében gyakran játszott amerikai nacionalista zeneszerző volt, műveit ma már ritkán játsszák. Ma leginkább más jelentős zeneszerzők, köztük Aaron Copland és George Gershwin tanáraként ismert.

## Fiatalkora
Rubin Goldmark 1872-ben született New Yorkban, Goldmark Károly (Karl Goldmark) zeneszerző unokaöccseként, zsidó származású volt. 1872-ben Goldmark a New York-i City College-ban végezte egyetemi tanulmányait. Miután 1889-ben befejezte tanulmányait az Egyesült Államokban, Goldmark Ausztriába utazott, ahol 1891-ig a bécsi konzervatóriumban tanult zongorát és zeneszerzést, előbbit Alfred von Livoniusnál, utóbbit Johann Nepomuk Fuchsnál.

## Visszatérése az Egyesült Államokba
Bécsi tanulmányai befejezése után Goldmark visszatért az Egyesült Államokba. 1891 és 1893 között zongorát és zeneelméletet tanított a New York-i Nemzeti Konzervatóriumban. New York-i tartózkodása alatt Goldmark Antonín Dvořáknál zeneszerzést és Rafael Joseffynél zongorát is tanult. Goldmark a Colorado állambeli Colorado Springsbe költözött, remélve, hogy javulni fog rossz egészségi állapota, 1895-től 1901-ig a Colorado Conservatory of Music igazgatója volt.
Miután 1902-ben visszatért New Yorkba, energiája nagy részét a tanításra összpontosította. Az alatt a 30 év alatt, amíg Goldmark New Yorkban maradt, több mint ötszáz előadást tartott zenéről, zeneelméletről és zeneszerzésről. Ez nem jelenti azt, hogy teljesen felhagyott a zeneszerzéssel – bár Goldmark zenéje kívül esik a huszadik század standard repertoárján, kortársai nagyra becsülték. A New York-i zenészklub, a The Bohemians alapítója és gyakori előadója volt.

## Tanári pályafutása
Bár Goldmark zeneszerzőként és zongoristaként kezdte pályafutását, leginkább tanári munkásságáról ismert. Amikor azonban nem tartott előadásokat, vagy nem komponált, Goldmark számos magántanítványt tanított. Goldmark tanította a tizenöt éves Aaron Coplandet és a fiatal George Gershwint. Bár Copland gyakran kritizálta Goldmarkot, mert „túl pedánsnak és akadémikusnak” találta, Goldmark olyan erős alapokat adott Coplandnek, amelyekre Copland egész pályafutása során támaszkodott (Howard, 252).
A fiatal George Gershwin is Goldmarkhoz fordult F-dúr zongoraversenyének komponálása során. Míg a Rhapsody in Blue-t Ferde Grofé hangszerelte, zongoraversenyét maga kívánta hangszerelni, és Goldmark tanácsát kérte (Howard, 249). Goldmark tanári hatása túlmutatott Gershwinon és Coplanden. 1924-ben Goldmark lett a New York-i Juilliard School of Music nemrég megnyílt zeneszerzés tanszékének vezetője.
További neves tanítványai közé tartoztak Fannie Charles Dillon, Sammy Timberg, Vittorio Giannini, Frederick Jacobi és Alexei Haieff zeneszerzők.

## Zeneművei
Bár ma már ritkán játsszák, Goldmark zenéjét, életében azonban rendszeresen játszották. Néger rapszódiája az első világháborút követő hét évben a legtöbbet játszott darabok közé tartozott, 1910-ben elnyerte az 1909-es Paderewski Kamarazenei Díjat is. További fontos művei közé tartozik a Hiawatha, a The Call of the Plains és a Requiem. Goldmark nacionalizmusa világosan megmutatkozik műveinek számos címében – még a kétértelmű címet viselő Requiemet (perf. 1919) is Abraham Lincoln Gettysburgi beszéde ihlette. Goldmark egyéb kompozíciói között szerepel egy vonósnégyes, egy zongoratrió, egy hegedűszonáta, több zenekari darab, zongoramuzsika és dalok.

## Fordítás
- Ez a szócikk részben vagy egészben  a   Rubin Goldmark című angol Wikipédia-szócikk fordításán alapul.  Az eredeti cikk szerkesztőit annak laptörténete sorolja fel. Ez a jelzés csupán a megfogalmazás eredetét és a szerzői jogokat jelzi, nem szolgál a cikkben szereplő információk forrásmegjelöléseként.